# Irina Osipowa
Irina Wiktorowna Osipowa; z d. Minajewa (ros. Ирина Викторовна Осипова; ur. 25 czerwca 1981 w Moskwie) – rosyjska koszykarka, reprezentantka kraju, grająca na pozycji silnej skrzydłowej. Dwukrotna brązowa medalistka olimpijska (2004, 2008), trzykrotna mistrzyni (2003, 2007, 2009) i dwukrotna wicemistrzyni Europy (2001, 2009). Dwukrotna wicemistrzyni Świata (2002, 2006).

## Osiągnięcia
Na podstawie, o ile nie zaznaczono inaczej.

### Drużynowe
- Mistrzyni:
  - Euroligi (2003, 2007–2010)
  - Eurocup (2006)
  - Rosji (2003, 2007, 2008)
  - Słowacji (2014)
- Wicemistrzyni:
  - Euroligi (2011)
  - Rosji (2004, 2009–2012)
- Brąz:
  - Euroligi (2015)
  - mistrzostw Rosji (2002, 2015, 2016)
- Zdobywczyni:
  - Superpucharu Europy (2009, 2010)
  - pucharu Rosji (2015, 2016)[4]
- 4. miejsce w Pucharze Ronchetti (2002)
- Finalistka pucharu Rosji (2004, 2009, 2010)

### Indywidualne
- MVP final four pucharu Rosji (2015)[4]
- Zaliczona do (przez eurobasket.com):
  - I składu zawodniczek krajowych ligi rosyjskiej (2010, 2011)[5][6]
  - składu honorable mention ligi rosyjskiej (2010, 2011)[5][6]
- Uczestniczka meczu gwiazd rosyjskiej ligi męskiej i żeńskiej (2006)[7]

### Reprezentacja
Drużynowe
- Mistrzyni Europy:
  - 2003, 2007, 2011
  - U–16 (1997)
  - U–20 (2000)
- Wicemistrzyni:
  - świata (2002, 2006)
  - Europy (2001, 2009)
- Brązowa medalistka:
  - uniwersjady (1999)
  - olimpijska (2004, 2008)
- Uczestniczka turnieju FIBA Diamond Ball (2008)

Indywidualne
- Liderka mistrzostw świata w bokach (2002 – 1,6)[8]

### Odznaczenia
- Zasłużony Mistrz Sportu
- Order Za Zasługi dla Ojczyzny II klasy (2 sierpnia 2009)